# 西黑爾鎮區 (堪薩斯州托馬斯縣)
西黑爾鎮區（英語：West Hale Township）為美國堪薩斯州托馬斯縣轄下的鎮區。2010年美国人口普查中該鎮區人口有361人。

## 地理
西黑爾鎮區涵蓋總面積為139.7平方（53.9平方英里），其中139.7平方（53.9平方英里）為陸地，0平方（0平方英里）或0%為水域。海拔高度1,031（3,383英尺）。

## 人口統計
根據2010年美國人口普查，西黑爾鎮區人口有361人，住房172戶，人口密度為2.58人/每平方公里。此鎮區居民之種族中，白人有334人，非裔美國人有0人，美洲原住民有7人，亞裔美國人有1人，太平洋島裔美國人有1人，其他種族有15人，混血種族則有3人。此外此鎮區有34人為西班牙裔或拉丁裔美國人。

## 交通

### 主要公路
- 70號州際公路
- 24號美國國道
- 184號堪薩斯州州道